# CPN2
Carboxypeptidase N, polypeptide 2, também conhecido como CPN2, é uma enzima que em humanos é codificada pelo gene CPN2.